# ピエール・レース＝メル
ピエール・レース＝メル（Pierre Lees-Melou、1993年5月25日 - ）は、フランスのサッカー選手。ポジションはMF。スタッド・ブレスト29所属。

## 経歴
2015年5月28日、ディジョンFCOと契約を結んだ。2016年の夏には契約を2年間延長した。2017年6月、OGCニースと4年契約を結んで移籍した。
2021年7月13日、ノリッジ・シティFCと3年契約を結んだ。
2022年7月23日、スタッド・ブレスト29に3年契約で移籍した。